# El Porvenir (sitio arqueológico)
El Porvenir es el nombre contemporáneo que se ha dado a un yacimiento arqueológico de la cultura maya precolombina, ubicado en El Petén guatemalteco.
El arqueólogo estadounidense Ron Canter, en su publicación "The Usumacinta River Portages in the Maya Classical Period" señala que El Porvenir fue el primer punto en la geografía maya en el que los habitantes de la región durante el periodo clásico transportaba por tierra sus mercancías saliéndose del cauce del río Usumacinta en las porciones no navegables de esta corriente que atravesaba su zona de comercio.
Un fragmento arqueológico denominado "El fragmento de El Porvenir" fue descubierto en el sitio y lleva la inscripción Ha' K'in Xook, quien fue el sexto señor (ajaw) de Piedras Negras, sugiriéndose una conexión entre este yacimiento y El Porvenir.